# Leptochloa monticola
Leptochloa monticola är en gräsart som beskrevs av Mary Agnes Chase. Leptochloa monticola ingår i släktet spretgräs, och familjen gräs. Inga underarter finns listade i Catalogue of Life.